# Consell Departamental dels Pirineus Orientals
El Consell Departamental dels Pirineus Orientals és l'ens administratiu del departament francès dels Pirineus Orientals, que inclou la Catalunya Nord i el territori occità de la Fenolleda. Té la seu a la capital o prefectura del département, la ciutat de Perpinyà. La marca corporativa del Consell i departament és una versió de la bandera catalana, fent referència a la catalanitat de la regió. Es categoritzen els départements per número i els Pirineus Orientals en són número 66. De 1789 fins a la reforma administrativa de l'abril de 2015 s'utilitzava el nom «Consell General dels Pirineus Orientals».
Davall del Consell, existeix nombrosos nivells d'administració:
- Els tres arrondissements o sub-províncies de Perpinyà, Prada i Ceret
- 31 cantons o agrupacions de municipis
- 226 communes o municipis

A més a més, el president del Consell General del Pirineu Oriental exerceix un paper internacional. El Principat d'Andorra és regida per dos prínceps, un dels quals ha de ser el president de França. En la pràctica, el seu representant oficial al territori és el president del Consell.

## Història del Consell
Després de la separació de la Catalunya Nord del Principat el 1659, l'any 1660 es creà la Generalitat de Perpinyà. Aquest govern fou l'origen del que cent anys després seria el Consell General.
Concretament, el Consell fou creat el 1790, junt amb els altres consells francesos. El consell novell llavors adoptà el projecte Cassini que tractava sobre la creació dels departaments. Aquests són formats al voltant d'una vila important de la mateixa manera que les províncies espanyoles. Aquest primer consell era democràtic, si bé calia pagar un mínim d'impostos per votar.
El 10 d'agost del 1871 una nova lleia dona al Consell General competències molt més globals sobre la Catalunya Nord. Aquesta llei reforma la funció del Consell i mana la reelecció de la meitat dels consellers cada tres anys, a més del president. Els consellers són elegits durant sis anys. Les demarcacions electorals corresponen als cantons. Tanmateix, durant més d'un segle fou el prefecte (representant del govern francès) el cap de l'executiu.
És el 1982 que el departament arriba a tenir totes les competències que té avui en dia. Les lleis de descentralització del 2 de març en són les responsables. La tutela de l'administració prefectoral és aleshores suprimit, i el poder executiu i control del pressupost passa al president.
El 10 de desembre del 2007 el Consell aprovà la Carta en favor del català que fixa la llengua catalana com a co-oficial al departament i busca crear un règim bilingüe (pla de retolació bilingüe, atenció en català).
Després de les eleccions del 2008, el Consell fou governat pel Partit Socialista Francès amb Christian Bourquin com a president. L'any 2010, Bourquin passà a presidir el Consell Regional del Llenguadoc-Rosselló arran de la mort sobtada de Georges Frêche poc després de ser reelegit. Fou aleshores quan la presidència del Consell General va anar a càrrec d'Hermeline Malherbe-Laurent (PS), fins al moment consellera general pel cantó de Sant Aciscle-Estació de Perpinyà.